# Totonicapán
Totonicapán é um dos 22 departamentos da Guatemala, país da América Central, sua capital é a cidade de Totonicapán.

## Municípios
1. Momostenango
2. San Andrés Xecul
3. San Bartolo
4. San Cristóbal Totonicapán
5. San Francisco El Alto
6. Santa Lucía La Reforma
7. Santa María Chiquimula
8. Totonicapán